# Фландрійський хрест

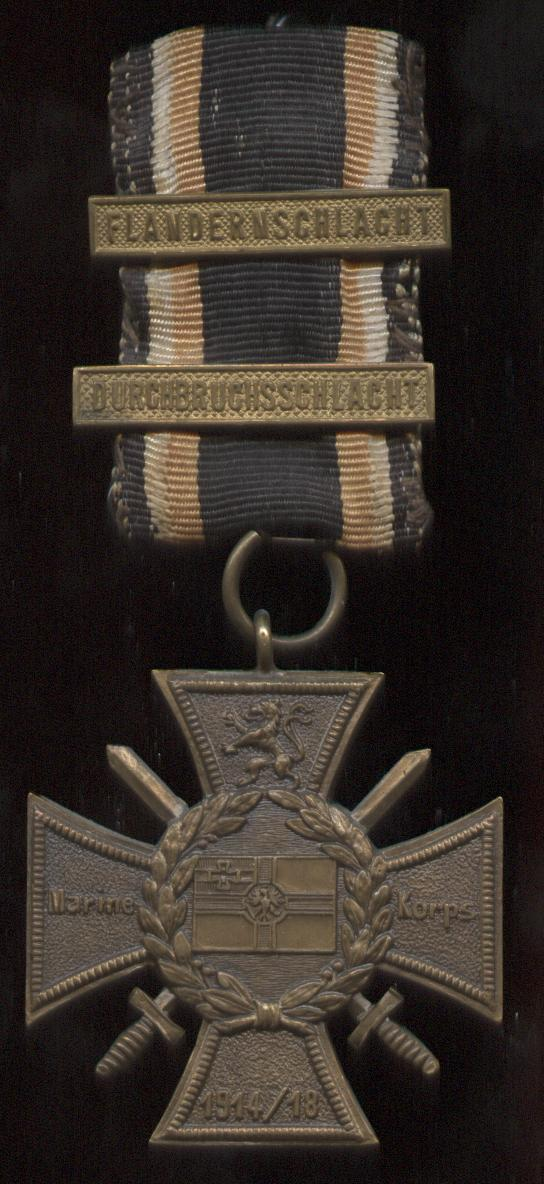
Фландрійський хрест з двома планками (аверс).

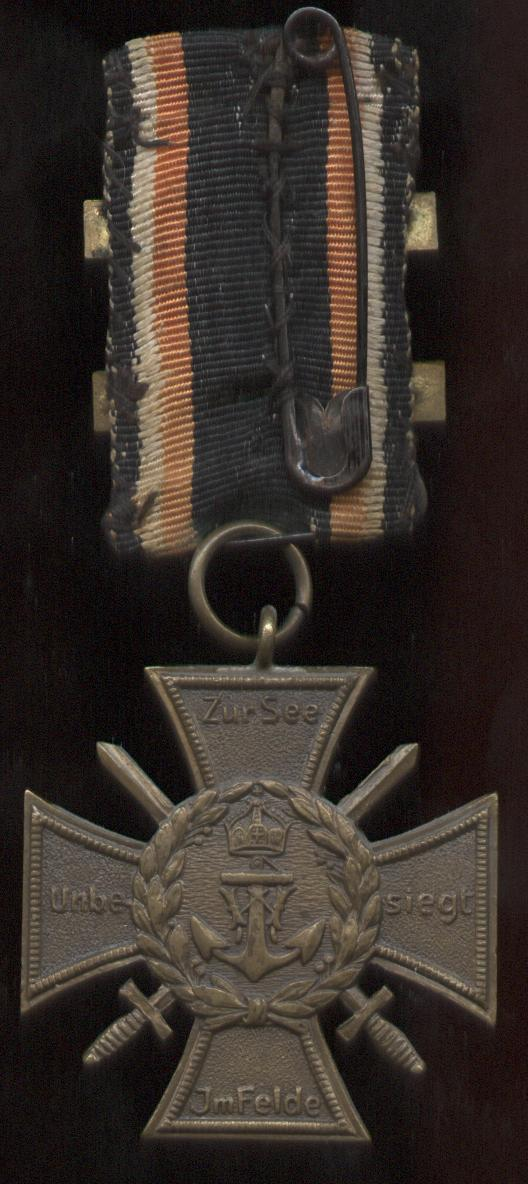
Фландрійський хрест з двома планками (реверс).

Фландрійський хрест (нім. Flandernkreuz) — неофіційна нагорода періоду Веймарської республіки.
Інша назва — Почесний і пам'ятний хрест Морського корпусу «Фландрія» (нім. Ehren- und Erinnerungskreuz des Marinekorps Flandern).

## Історія нагороди
Фландрійський хрест заснований 13 вересня 1921 року Союзом ветеранів Морського корпусу «Фландрія» для нагородження солдатів, які брали участь в бойових діях у Фландрії. В установчому документі, зокрема, говорилося:
«У вересневі дні 1914 року щойно сформована Дивізія морської піхоти, пізніше виросла до Корпусу морської піхоти (нім. Marinekorps), взяла участь у п'ятиденних переможних боях проти бельгійської армії під Льовен і Кампенхоутом на північ від Брюсселя, що стали бойовим хрещенням і надихнули їх на подальші подвиги в Світовій війні, що тривала більше чотирьох років. Почесний пам'ятний хрест Морського корпусу Фландрія для колишніх бійців Корпусу засновується 13 вересня 1921 року в пам'ять про ці події, які покрили славою дії Корпусу морської піхоти на суші, в морі, в повітрі і під водою, для увічнення пам'яті полеглих бойових товаришів, для винагороди фронтовиків за їх вірність обов'язку і відвагу у війні 1914-1918 рр. і як нагадування про ці славні діяння як їх нащадкам, так і всього німецького народу.»
До складу морського корпусу Фландрія під керівництвом адмірала Людвіга фон Шредера входили такі військові формування як:
- підрозділи піхоти, складалися з шести полків матросів і морських піхотинців зведених в 2 бригади;
- полки морської артилерії для охорони узбережжя. Тридцять гармат важких калібрів, серед них п'ять 380 мм, чотири 305 мм, а також велика кількість батарей із скорострільними гарматами калібром зі 105 мм по 210 мм;
- флотилія міноносців;
- флотилія торпедних катерів;
- флотилія підводних човнів.

У грудні 1914 року корпус брав участь у битві на Іпрі, в місцевості, традиційно званої Фландрією. У квітні 1915 року неподалік від Ипра, відбулася одна з найбільш жорстоких битв Першої Світової війни - так звана «іпрська битва». У спробі прорвати лінію оборони німці застосували отруйний газ проти військ союзників. Під час загального наступу союзників в жовтні 1918 року корпус Шредера прославився наполегливою обороною військово-морських баз в Брюгге, Остеіде і Зеебрюгге.
Як і інші неофіційні знаки періоду Веймарської республіки, Фландрійський хрест купувався ветеранами з особистих коштів за пред'явленням нагородного документа, виданого Союзом. Вартість хреста становила 3.50 марки, мініатюри — 2 марки, а бойової планки — 50 пфенігів.
Згідно з доповненням до Закону про державні нагороди Третього Рейху від 7 квітня 1933 року, затвердженим 15 травня 1934 року народження, а також на підставі Розпорядження про вступ в силу цього доповнення від 14 листопада 1935 року, носіння Фландрійського хреста було заборонено. Разом з тим, нестатутне носіння хрест військовослужбовцями тривало з мовчазної згоди влади, про що свідчать фото кінця 30-х — початку 40-х років.
Всього було вручено близько 30 000 хрестів.

## Статут нагороди

### Підстави для нагородження
Проходження служби в Морському корпусі «Фландрія» і участь в бойових діях у Фландрії.

### Порядок носіння
Хрест носиться на стрічці в групі інших нагород на лівій стороні грудей.

### Місце в ієрархії нагород
Хрест хоча і був неофіційною нагородою періоду Веймарської республіки, але високо цінувався серед фронтовиків, і навіть не дивлячись на заборону продовжував носитися багатьма з них.

## Опис нагороди
Знак виконаний у формі рівностороннього тевтонського хреста, накладеного на два перехрещених мечі вістрям вгору, розміром 40,2 х 40,2 мм і вагою приблизно 22 грам виготовлявся з бронзи. Залежно від особистих переваг, ветерани носили Фландрський хрест як аверсом, так і реверсом назовні.
Аверс. На верхньому промені хреста зображений лев як геральдичний символ Фландрії, на лівому і правому променях розташовані написи «Морський корпус» (нім. MarineKorps), на нижньому — дати початку і закінчення Великої війни «1914/18». У центрі аверсу горизонтально розташований військовий прапор Німецької Імперії зразка 1903 року в обрамленні круглого вінка з двох лаврових гілок, перев'язаних знизу.
Реверс. На променях хреста розташовано напис «Непереможні на морі і на суші» (нім. Unbe Siegt Zur See Im Felde). У центрі розташований увінчаний імператорською короною якір з накладеним вензелем Вільгельма II (W) в обрамленні аналогічного вінка.
Хрест носився на чорній шовковій стрічці з двома вузькими біло-червоними смужками по обох краях. Відомі випадки кріплення до стрічки перехрещених мечів як додаткової емблеми фронтовика.

### Мініатюрні копії
Існує велика кількість фрачних копій. Ці копії виготовлялися різними фірмами і майстернями, варіантів виготовлення велика кількість, вони відрізняються розмірами, якістю виготовлення і способом носіння (на стрічці, шпильці і т.д.).

## Планки

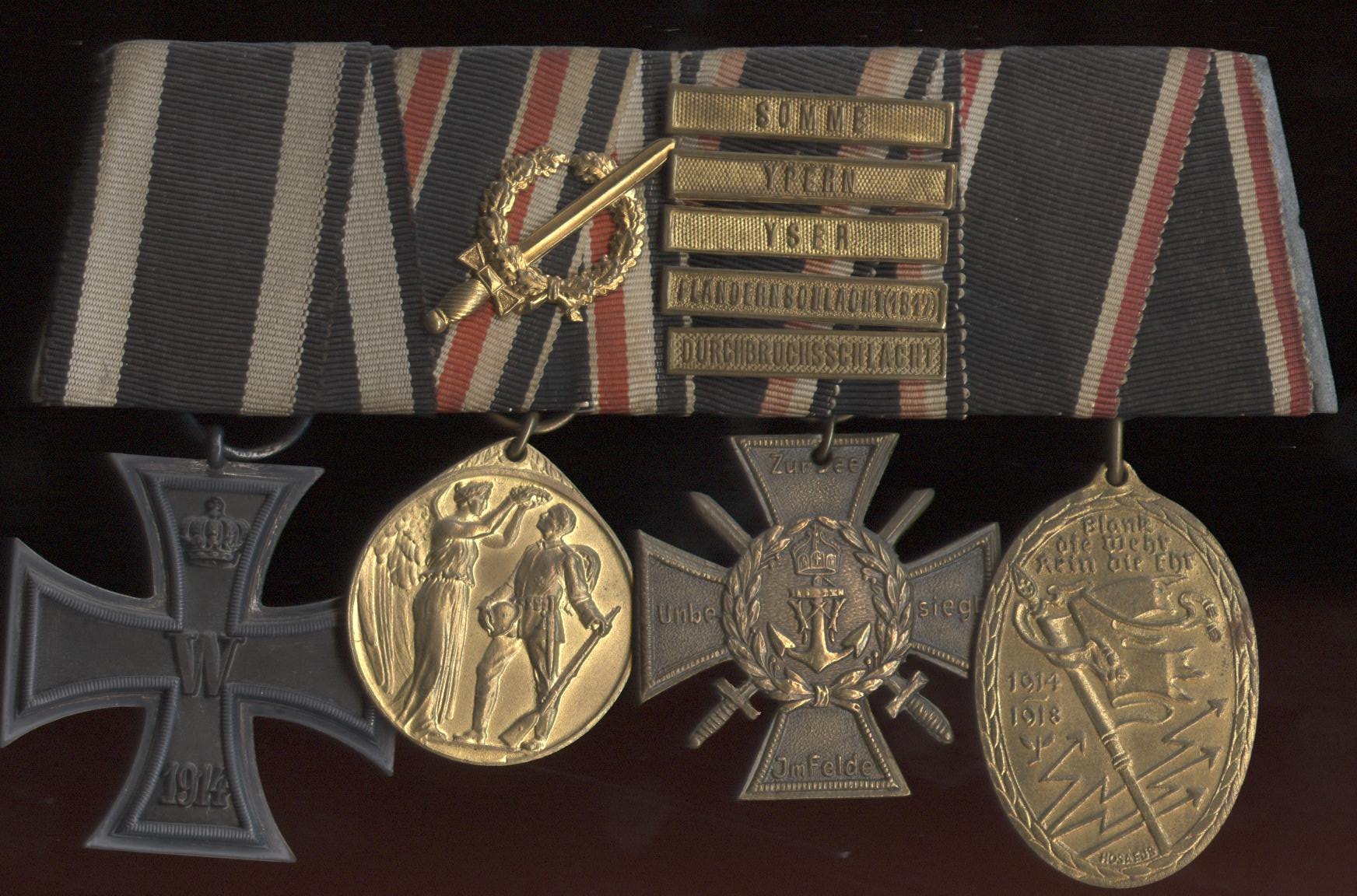
Велика орденська колодка. Третя нагорода — Фландрійський хрест із п'ятьма планками.

Одночасно з Хрестом були засновані десять бойових планок  з назвами битв, в яких брав участь колишній військовослужбовець. Планки виготовлялися з бунтметалу і кріпилися за допомогою припаяних до реверсу вусів. Незважаючи на «комерційний характер» нагороди, для отримання права на носіння планок фронтовикові потрібно надати відповідні документальні підтвердження своєї участі в конкретних боях, наприклад, записи в солдатській книжці. Одночасно могло носитися необмежене число планок.
Були випущені наступні планки:
- Antwerpen
- Durchbruchsschlacht (за прорив оборони противника)
- Durchbruchsschlacht 1918 (за участь в боях при Момбо і Камбре 21 — 23 юерезня 1918)
- Flandernschlacht (за участь в боях у Фландрії в період з 20 жовтня по 18 листопада 1914)
- Flandernschlacht 1917 (за участь в боях у Фландрії в період з 31 липня по 06 листопада 1917)
- Luftkrieg
- Seekrieg
- Somme
- Ypern
- Yser

## Відомі нагороджені
- Ральф Веннінгер
- Герман Ергардт
- Фрідріх Хрістіансен
- Людвіг фон Шредер (адмірал)
- Людвіг фон Шредер (генерал)